# Josef Bergler
Josef Bergler (1. května 1753, Salcburk – 25. června 1829, Praha) byl bavorský malíř, kreslíř a rytec období klasicismu, představitel akademismu, pedagog a první ředitel Akademie výtvarných umění v Praze.

## Život
Josef Bergler pocházel z tyrolské rodiny horalů usazených v Pustertal, odkud jeho rodiče odešli do Pasova. Nejprve se vyučil sochařem u svého stejnojmenného otce, který bývá pro odlišení označován Josef Bergler starší (1718–1788). Dále pokračoval díky finanční podpoře pasovského biskupa, knížete Franze Antona Auersperga ve studiu u tyrolského malíře Martina Knollera v Miláně a u profesora Antona von Marona na Akademii v Římě. Během šestiletého pobytu v Římě namaloval několik oltářních obrazů pro italské kostely. Roku 1786 se vrátil k rodičům do Pasova nastoupil jako kabinetní malíř do služeb tamního biskupa Leopolda Raymund z Thun-Hohensteinu v jeho rezidenci.
Roku 1796 byl osloven Společností vlasteneckých přátel umění, aby zorganizoval vysokoškolskou výuku malířství a kreslení v Praze. Roku 1800 byl na podnět hraběte Františka z Thun-Hohensteinu dosazen jako první ředitel nově založené kreslířské Akademie v Praze. Akademie získala prostory v bývalé jezuitské koleji v Klementinu. Své zakladatelské úlohy se zhostil velmi dobře, napsal učební osnovy, pořídil sbírku sádrových modelů slavných evropských soch, a dvojrozměrných grafických předloh, zejména vlastních kresebných kopií podle Raffaela. Zavedl kresbu podle modelu a od roku 1806, kdy byl založen krajinářský ateliér, také malbu v plenéru.

## Žáci a následovníci
V Berglerově ateliéru se vyučily tři desítky českých i německých výtvarníků, zakladatelů novodobé malby a rytectví, například malíři František Horčička, František Tkadlík, Václav Prachner, Václav Mánes, Josef Vojtěch Hellich, Josef Navrátil, Josef Bekel, Jakob Ginzel, Gustav J. F. Kratzmann, Franz Nadorp, nebo Josef Führich. Jeho návrhové kresby převáděli do rytin rytci Josef Jan Alois Drda, Jan Kroupa, Jan Antonín Gareis starší, Martin Tejček, František Nadorp, Jiří Döbler, Vilém Kandler, Karel Funk, Karl Frosch, Kašpar Pluth, Václav Schuldes, Josef Karel Burde, Daniel Scholl, Antonín Pucherna, Friedrich John, Josef Quaisser, Karel Wehrle, David Weiss, Karel Zimmermann a další.
Zemřel roku 1829 v Praze a byl pohřben na Olšanských hřbitovech. Jeho přímým pokračovatelem na Akademii byl v letech 1830–1835 jeho adoptivní syn, žák a korektor František Waldherr (1784–1835).

## Dílo

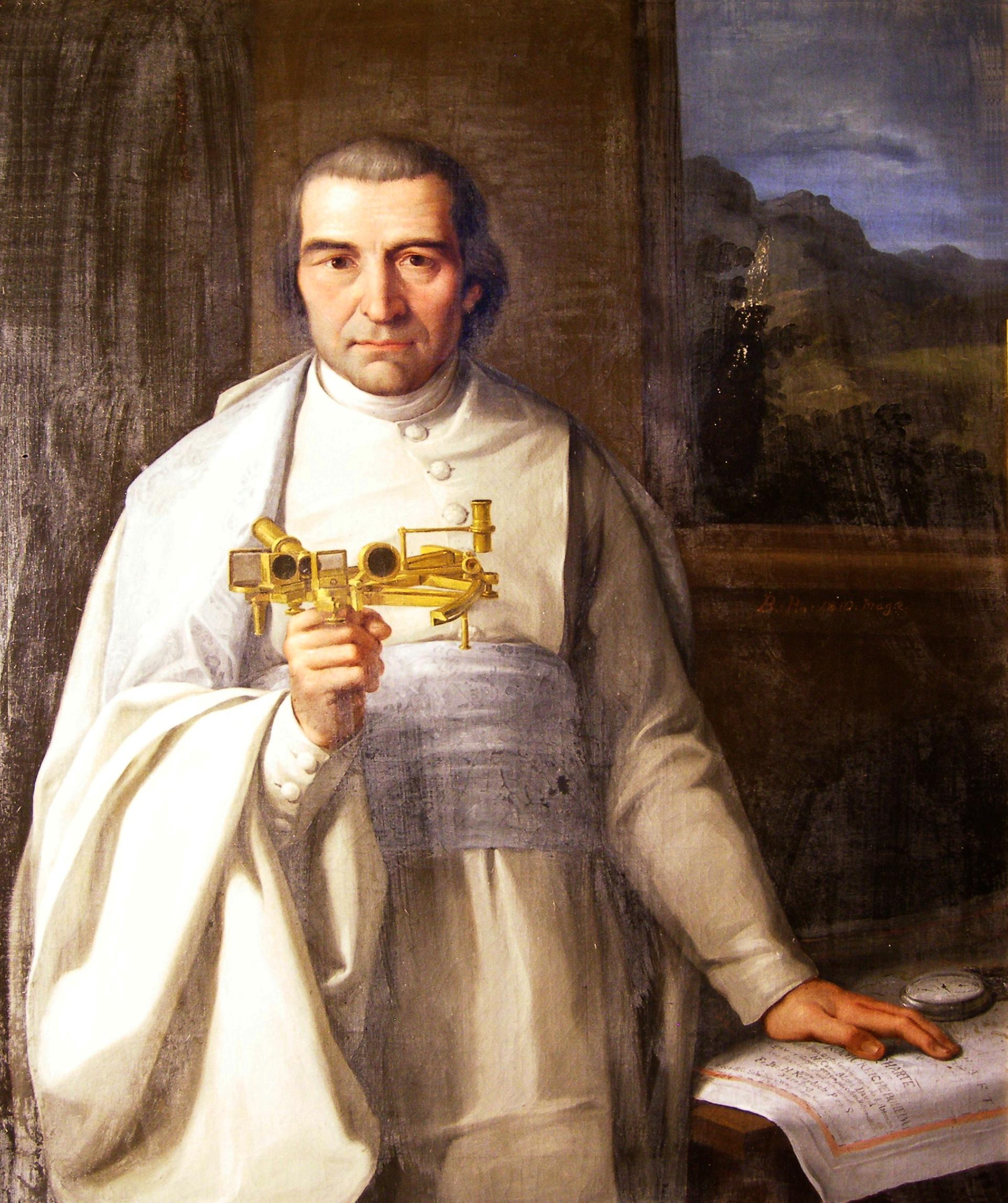
Josef Bergler, portrét Aloise Martina Davida, 1810

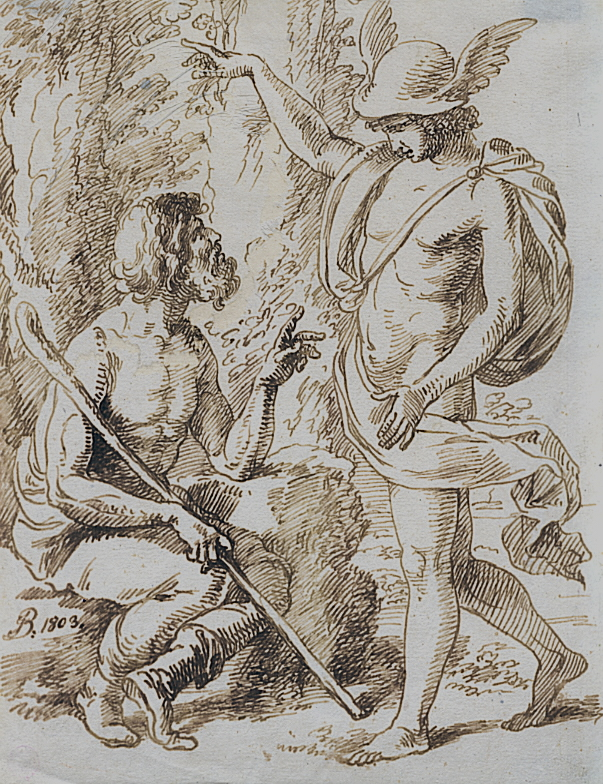
Josef Bergler, Hermés a poutník, 1803, sépie, 26,8 x 20,6 cm, sbírka Památníku národního písemnictví v Praze

Před příchodem do Prahy vytvořil mnohé chrámové obrazy v Itálii (např. Fabriano, Marino, pro klášter theatinů na Sicílii), v Dolním Bavorsku (např. Östernberg, Pasov, Wegscheid]), Ravensburg, Regen, Freynberg či Zwiesel), další vymaloval v Horním Rakousku (například oltář morových patronů sv. Šebestiána a sv. Rocha v Reichersbergu.
V Praze patřil k čelným mistrům monumentální malby období klasicismu, k zakladatelům historismu v Čechách, k ideovým iniciátorům malířských cyklů, např. z českých dějin podle Hájkovy Kroniky české (pro Letohrádek královny Anny v Praze), z církevní historie, a k zakladatelům školy nazarénů. Dále skicoval sochařské monumenty a maloval portréty (Podobizna generála Ludvíka von Vogelsang, 1810-11). 
Roku 1803 navrhl novou oponu Stavovského divadla v Praze s alegorickou kompozicí apoteózy státního a zemského patriotismu. Roku 1808 navrhl pro Malostranský hřbitov v Praze-Košířích náhrobek pasovského biskupa Leopolda Ramunda z Thun-Hohensteinu. Podle jeho návrhových kreseb vznikla řada obrazů či soch jeho žáků. Vytvořil 314 grafických listů, mědirytin, leptů a litografií (podle soupisu J.G. Dlabacže). Kromě figurálních kompozic, návrhů pomníků či náhrobků to byly četné příležitostné tisky jako novoročenky, titulní listy či obálky knih, viněty a vizitky.

### Významná díla
Antická mytologie a biblická témata
- Samson zajat Filištíny, olejomalba na plátně, r. 1784 vyznamenaná cenou Akademie v Parmě
- Shromáždění olympských bohů oslavuje múzy – opona pro Nostitzovo (Stavovské divadlo) v Praze; návrhová olejomalba dodnes visí ve vestibulu divadla.
- Orfeus a menády, olejomalba na plátně, po r. 1800 Obrazárna Strahovského kláštera

Oltářní obrazy
- sv. Jan Křtitel, olejomalba na plátně, 1780, z neurčeného kostela, prodán v aukci r. 2015[3]
- kostely v Čechách: Budeč, Budenice, Černíkovice, Josefov, Merklín, Mladou Vožici, Obříství, Sedlec, Starou Boleslav, Terezín
- kostely v Praze:
  - Sv. Petr a Pavel, olejomalba na plátně, 1807; Kostel svatého Petra a Pavla (Bohnice)
  - Žehnající Kristus Spasitel, kostel sv. Salvátora na Starém Městě pražském
  - Nanebevzetí Panny Marie, olejomalba na plátně, 1813; Vlašská kaple v Klementinu

Historické obrazy:
- Vojevůdce Herman (Arminius) po bitvě v Teutoburském lese, olejomalba na plátně, 1809 (Národní galerie v Praze)
- Libušin soud: Kněžna Libuše na Vyšehradě rozsuzuje Chrudoše a Šťáhlava, olejomalba na plátně, podle Rukopisu Zelenohorského

Portréty' duchovní i světské šlechty z rodin Auerspergů, Clam-Martiniců, Clary-Aldringenů, Czerninů, Kinských, Lobkowiczů, Schönbornů, Sternberg-Manderscheidů
- Portrét hraběte Clam-Gallase, olejomalba na plátně, (zámek Frýdlant)
- Portrét malíře Ferdinanda Runka, olejomalba na plátně, 1802
- Portrét převora Aloise Martina Davida v premonstrátském klášteře v Teplé u Mariánských Lázní
- Portrét polního zbrojmistra Ludwiga von Vogelsang, olejomalba na plátně (Národní galerie v Praze)
- Portrét Františka Antonína Gerstnera pro Chomutovskou radnici, asi 1802
- Autoportrét, lept na papíře

Kresby:
- Cháron předává Pelopidasovi svého syna do zástavy
- Vlk, beránek a vesničané, 1802, Museum Salcburk
- Událost za městem, 1804, Moravská galerie Brno
- Umělecká píle korunovaná důstojností, 1805, Moravská galerie Brno
- Konvolut návrhových kreseb historických, mytologických, alegorických, žánrových a portrétních, většinou (Národní galerie v Praze, Národní muzeum), Moravská galerie v Brně, Slovenská národní galerie[4]:
- Každému co jeho jest, 1805
- Diváci u pouličního kukátka, 1806
- Libušin soud, Kníže Jaromír v nebezpečenství, Oldřich a Božena, Spytihněvův soud, Zachránění Karla IV. v Pise, sv. Václav a sv. Ludmila
- Návrh na oponu Stavovského divadla v Praze, 1804
- Narození, Klanění pastýřů, Křest Kristův, Kristus v domě malomocného Šimona, Kristus a děti, Kristus uzdravuje slepé a němé, Pieta, Noli me tangere
- Návrh na pomník Karla IV. jako zakladatele pražské univerzity (NM)

Grafické listy:
- 314 mědirytin, leptů a litografií, vycházely vázané v pěti sešitech alba Kompozice a skici (Erfindungen und Skizzen)
- 15 gratulačních lístků k narozeninám či jmeninám pro členy hraběcí rodiny Šternberků
- kolem 40 novoročenek
- vlastní figurální vizitky (s amorem a paletou, s ženskou postavou, aj.)
- ilustrace knih
- Alegorie roku 1813, lept